# Torre Erqi
La Torre Erqi (en chino: 二七纪念塔;) se encuentra en el distrito de Erqi, en el centro de la ciudad de Zhengzhou, Henan, China. La torre tiene 63 metros de altura y 14 pisos. Históricamente ha sido el edificio más alto de Zhengzhou hasta 1976.

## Historia
Fue completada el 29 de septiembre de 1971. Fue construida como homenaje a la huelga producida en la zona el 7 de febrero de 1923.
En mayo de 2020, se anunció que la plaza que rodea la torre se ampliaría y que un edificio cercano de 20 pisos rebajaría su altura. Este plan se llevará a cabo para hacer que la torre resalte más.

## Descripción

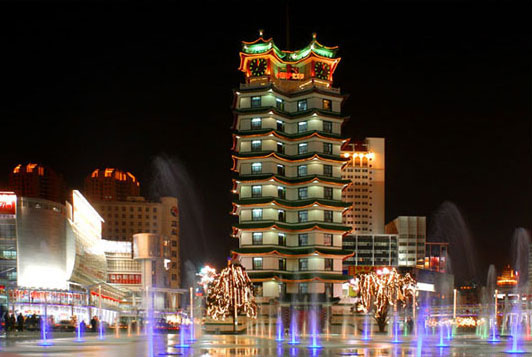
Vista del edificio de noche

Está hecha de hormigón armado y tiene un estilo arquitectónico chino.  La forma de la torre, dos torres pentagonales unidas, conmemora a los trabajadores de la huelga de Erqi. En lo alto de la torre hay una estrella roja de cinco puntas. La torre expone en su interior varios objetos, imágenes y materiales escritos sobre la huelga.